# مقاطعة بريده
مقاطعة بريدة (بالصومالية: Degmada Bareeda)‏ هي مقاطعة تقع في شمال شرق محافظة باري سابقا ومحافظة غواردافوي في الصومال حاليا. 